# Petra Urban
Petra Urban (Amsterdam, 28 februari 1972) is een Nederlandse rechtbanktekenaar.

## Loopbaan
Ze studeerde Illustratie & Grafiek aan Academie Minerva waar ze in 1995 afstudeerde. Sinds 2007 werkt ze als rechtbanktekenaar. Haar rechtbanktekeningen verschijnen in onder andere De Telegraaf. Ze werkt veel samen met journalist Saskia Belleman.
Urban staat bekend om haar realistische stijl. Ze werkt vanaf 2015 digitaal op een iPad Pro.
In 2014 kwam een rechtbanktekening van Urban op verzoek van een advocaat vanwege de herkenbaarheid "geblurd" in de krant.
In 2022 kwam ze in het nieuws toen een rechter haar verbood om een realistische tekening van een verdachte te maken. Hoofdredacteuren van grote dagbladen en media, het Genootschap van Hoofdredacteuren en de vakvereniging NVJ stuurden vervolgens gezamenlijk een klachtbrief aan de president van het Gerechtshof Amsterdam.
Urban tekende onder anderen Willem Holleeder en Ridouan Taghi.